# Wyspy De Longa
Wyspy De Longa – rozproszona grupa wysp na Morzu Wschodniosyberyjskim, we wschodniej części dużego archipelagu Wysp Nowosyberyjskich. Administracyjnie są zaliczane do Jakucji. Wyspy zajmują powierzchnię 243,8 km².
Dwie z nich, wyspy Jeannette (о. Жанне́тты) i Henrietty (о. Генрие́тты) odkrył amerykański badacz Arktyki George De Long w trakcie swej tragicznie zakończonej wyprawy przez Morze Beringa.
Wyspy archipelagu De Longa (podstawowe dane):
- Wyspa Bennetta - pow. 150 km²; dł. 29 km; szer. 14 km; najwyższe wzniesienie: Mount De Longa 426 m n.p.m.
- Wyspa Żochowa - pow. 77 km²; dł. 10,8 km; szer. 8,7 km; 123 m n.p.m.
- Wyspa Henrietty - pow. 12 km²; dł. 4,0 km; szer. 4,0 km; 312 m n.p.m.
- Wyspa Jeannette - pow. 3,3 km²; dł. 3,0 km; szer. 1,3 km; 351 m n.p.m.
- Wyspa Wilkickiego - pow. 1,5 km²; dł. 2,0 km; szer. 1,0 km; 70 m n.p.m.